# Brooke, Norfolk
Brooke är en ort och civil parish i Storbritannien.   Den ligger i grevskapet Norfolk och riksdelen England, i den sydöstra delen av landet, 150 km nordost om huvudstaden London. Brooke ligger 22 meter över havet och antalet invånare är 1 242.
Terrängen runt Brooke är platt. Runt Brooke är det ganska tätbefolkat, med 124 invånare per kvadratkilometer. Närmaste större samhälle är Norwich, 10,4 km nordväst om Brooke. Trakten runt Brooke består till största delen av jordbruksmark.